# Carvico
Carvico – miejscowość i gmina we Włoszech, w regionie Lombardia, w prowincji Bergamo.
Według danych na styczeń 2009 gminę zamieszkiwały 4633 osoby przy gęstości zaludnienia 1048 os./1 km².

## Bibliografia

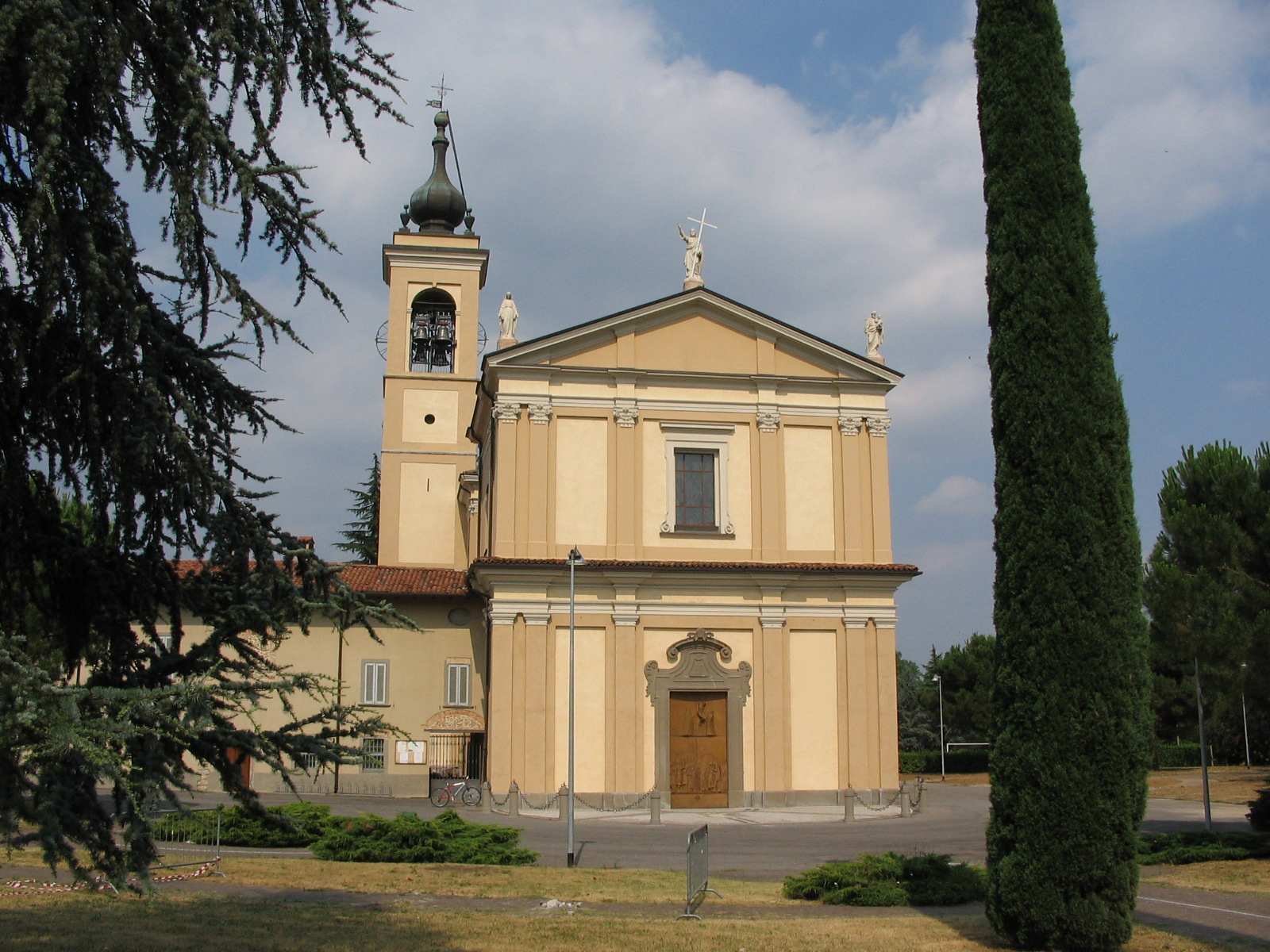
Kościół